# 1672 w literaturze
Wydarzenia literackie w 1672 roku.

## Nowe książki
- polskie

## Urodzili się
- 1 maja – Joseph Addison, angielski pisarz, publicysta i polityk (zm. 1719)

## Zmarli
- Anne Bradstreet, poetka amerykańska